# Goldmaus
Die Goldmaus (Ochrotomys nuttalli) ist eine in den USA lebende Nagetierart aus der Gruppe der Neuweltmäuse. 

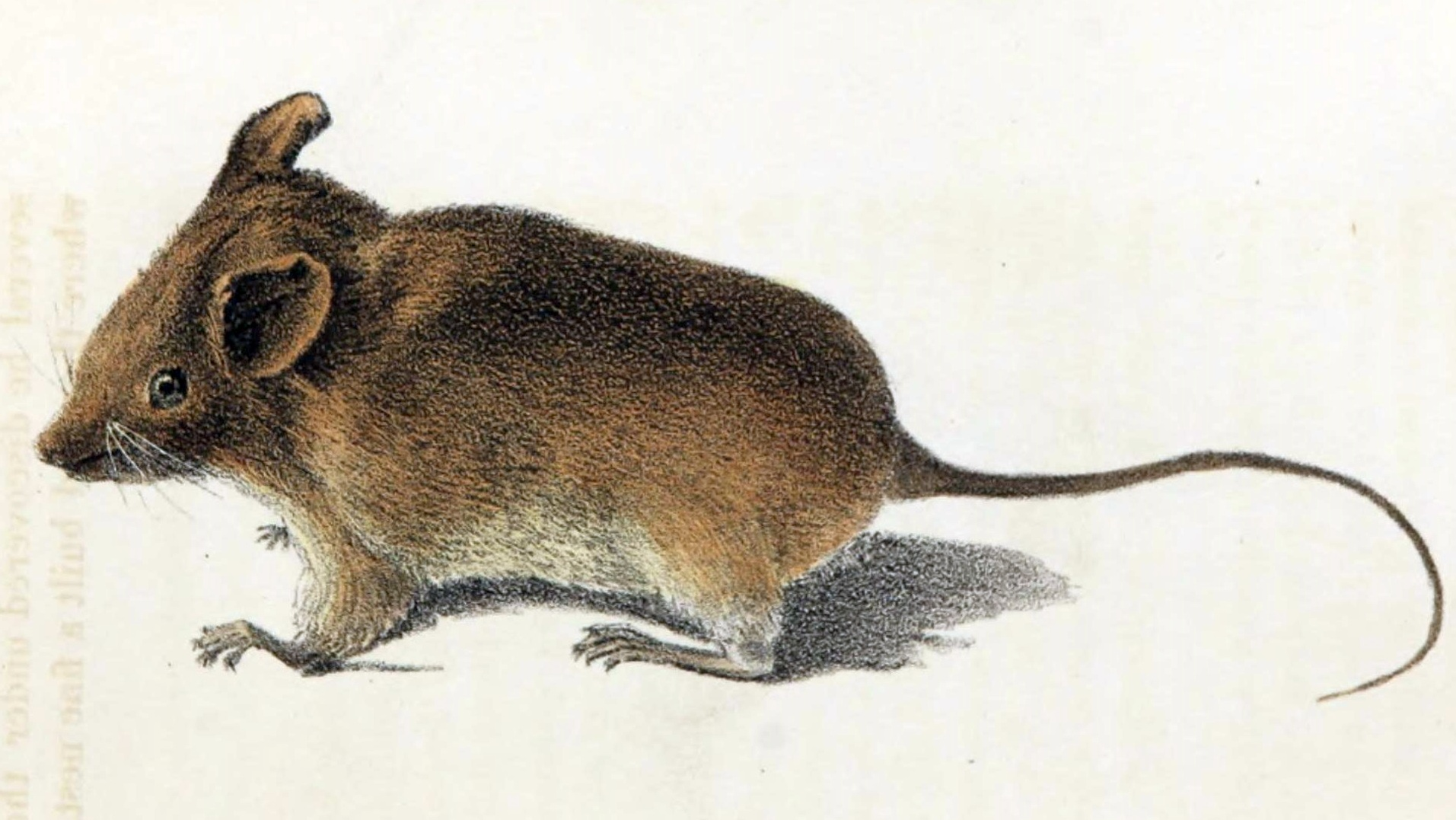
Zeichnung der Goldmaus aus der Erstbeschreibung

## Merkmale
Goldmäuse sind nach ihrem weichen, goldgelben Fell benannt, wobei der Bauch und die Füße weiß oder weiß-orange gefärbt sind. Sie erreichen eine Kopfrumpflänge von 5 bis 12 Zentimeter und eine Schwanzlänge von 5 bis 10 Zentimeter. Das Gewicht beträgt 15 bis 30 Gramm.

## Verbreitung und Lebensraum
Sie bewohnen die mittleren und südöstlichen Teile der USA von Südost-Missouri und Süd-Virginia bis Osttexas und Florida. Die Art bewohnt Buschländer und Wälder, ist aber auf dichtes Unterholz angewiesen.
Laut IUCN sind sie nicht gefährdet.

## Lebensweise
Goldmäuse sind vorwiegend baumbewohnend, in manchen Regionen, etwa in Texas, leben sie hingegen hauptsächlich am Boden. Sie sind geschickte Kletterer, die ihren langen Schwanz als Balanceorgan und zum Greifen einsetzen. Sie errichten Nester aus Gräsern, Blättern und Rinden, die ihnen als Ruheplätze dienen. Nester können 10 bis 20 Zentimeter Durchmesser haben und werden von bis zu acht Tieren gleichzeitig benutzt. Daneben errichten sie kleinere Nester, in denen sie in Ruhe ihre Nahrung – vorwiegend Samen – zu sich nehmen.

## Fortpflanzung
Die Fortpflanzung ist variabel, in manchen Regionen können sie sich das ganze Jahr über fortpflanzen, in anderen nur zu bestimmten Zeiten. Sie können mehrere Würfe pro Jahr austragen. Die Tragzeit beträgt 25 bis 30 Tage, die Wurfgröße 1 bis 4 (Durchschnitt 2,7). Die Jungtiere öffnen mit 11 bis 14 Tagen die Augen, werden mit 17 bis 21 Tagen entwöhnt und sind mit 8 bis 10 Wochen ausgewachsen.

## Systematik
Ursprünglich wurde die Goldmaus als enger Verwandter der Weißfußmäuse (Peromyscus) betrachtet. Von Wilson und Reeder (2005) wurden sie hingegen in eine eigene Tribus, die Ochrotomyini, klassifiziert. 